# Bihar (Unnao)
Bihar fou una pargana de l'Oudh (avui Uttar Pradesh) al districte d'Unnao, amb capital a Bihar i regada pel Kharhi i el Lon. La superfície era de 62 km².
La capital era Bihar a uns 50 km al sud-oest d'Unnao. La ciutat tenia 1618 habitants el 1881 i era famosa per la batalla que s'hi va lliurar a finals del segle xviii entre el Rao de Daundia Khera i el raja de Mauranwan amb suport aquest darrer del senyor de Sankarpur, tots notables del clan Bais.